# Volac: Book of Angels Volume 8
Volac: Book of Angels Volume 8 es un álbum con composiciones de John Zorn interpretadas y arregladas por el violonchelista Erik Friedlander Es el octavo álbum del libro segundo de Masada, titulada "The Book of Angels". El disco fue publicado en 2007.

## Recepción
El sitio All about Jazz le otorga cuatro estrellas de cinco al álbum, y señala que: “El Octavo volumen del firmamento angelical Zorniano, confiado al violonchelo de Erik Friedlander, un músico que no solo conoce perfectamente el universo expresivo del compositor, sino que también ha evocado una serie de ángeles con el Masada String Trio.”

## Lista de pistas
Todas las  composiciones por John Zorn
1. "Harhazial" - 4:36
2. "Rachsiel" - 2:39
3. "Zumiel" - 1:40
4. "Yeruel" - 3:24
5. "Sannul" - 1:19
6. "Haseha" - 4:36
7. "Kadal" - 3:53
8. "Ahaniel" - 5:45
9. "Ylrng" - 1:37
10. "Anahel" - 4:18
11. "Sidriel" - 3:03
12. "Zawar" - 4:38

## Intérpretes
- Erik Friedlander – violonchelo